# Helen Lynch
Helen Lynch (6 de abril de 1900-2 de marzo de 1965) fue una actriz estadounidense del cine mudo.
Nació en Billings (Montana), donde fue educada. Tras ganar un concurso de belleza en su ciudad, pronto fue a los estudios cinematográficos, donde recibió pequeños papeles y empezó a trabajar como extra en 1918. Llegó a ser considerada como una de las más prometedoras principiantes de la industria. 
A lo largo de su carrera fue elegida principalmente para rodar comedias, algo que supuso un conflicto entre ella y sus directores y productores, ya que deseaba actuar en papeles más dramáticos, a pesar de su gran talento para provocar la risa. 
Trabajó en numerosos filmes a lo largo de los años veinte, y en la década de los treinta hizo cuatro pequeños papeles. Con posterioridad actuó una última vez en la película de 1940 Women Without Names. Fue elegida como una de las trece WAMPAS Baby Stars de 1923.
Estuvo casada con el actor Carroll Nye. Helen Lynch falleció en 1965 en Miami Beach, Florida.